# Giuseppe Pace
Giuseppe Pace (Castrovillari, 5 febbraio 1826 – Eboli, 3 maggio 1866) è stato un militare e politico italiano.

## Biografia
Il nonno di Giuseppe Pace, Giuseppe Baratta (Castrovillari, 1756 - Castrovillari, 5 giugno 1832), era un ricco possidente di Castrovillari che non aveva avuto figli maschi. Ebbe infatti due sole figlie. Maria e Giulia. Entrambe chiamarono il primogenito col nome del loro padre: Giuseppe Pace e Giuseppe Valitutti. Curiosamente i due cugini nacquero a soli cinque giorni di distanza. 
Giuseppe Pace fu però scelto dal nonno come nipote prediletto e nel suo testamento gli lasciò un vasto territorio di oltre 200 tomolate in contrada Mattina a Castrovillari "con l'espressa condizione, che tanto lui, che i suoi discendenti debbano prendere il casato di Baratta in primo luogo e indi quelli di Pace onde essere in futuro sempre i suoi rappresentanti". Così nel 1858 Giuseppe Pace si fece riconoscere il cognome di Baratta Pace.
Raggiunta la maggiore età divenne Militare di carriera. Esiliato dal Regno delle Due Sicilie, raggiunse il Piemonte insieme ad altri compagni di fuga e, nella primavera del 1859, si arruolò tra i volontari che parteciparono alla seconda guerra d’indipendenza e alle insurrezioni dell’Italia centrale. Fu poi protagonista dell'arrivo di Giuseppe Garibaldi a Castrovillari nel 1860, che lo nominò colonnello.

### Attività politica
Nel 1861 viene eletto Deputato del Regno d'Italia nel collegio di Cassano all'Ionio, confermando il proprio seggio anche alle elezioni del 1865. Da deputato si impegnò soprattutto per questioni regionali, come l’ampliamento del sistema viario e la costruzione delle reti ferroviarie nel Mezzogiorno, inoltre scelse di combattere in prima persona contro il brigantaggio e la resistenza dei filo-borbonici.
Rimase in carica alla Camera fino alla morte, sopraggiunta per un malore il 3 maggio 1866, all'età di 40 anni. Successivamente nel suo seggio venne eletto suo fratello Vincenzo, che lo avrebbe poi conservato fino all'inizio del secolo successivo.